# Marcelo Anderson da Silva
Marcelo Anderson da Silva (Guaratinguetá, 16 november 1981), voetbalnaam Marcelo, is een Braziliaans voetballer. Hij speelt als centrale verdediger en Marcelo stond in het verleden onder contract bij FC Barcelona.
Marcelo speelde in eigen land bij Mogi-Mirim, Londrina en Guarantinguetá (2000-2001). In april 2001 vertrok hij samen met Triguinho naar FC Barcelona. Bij deze transfer was het opmerkelijk dat Guarantinguetá eigendom is van "CSR Futebol e Marketing", een organisatie van voormalig Braziliaans international Rivaldo die destijds bij FC Barcelona speelde. Marcelo werd door FC Barcelona ingeschreven voor de Primera División als vervanger van de langdurig geblesseerde Abelardo, maar de Braziliaan speelde uiteindelijk niet in de Spaanse competitie. Wel speelde Marcelo twee wedstrijden in de Copa de Catalunya, op 26 april 2001 als invaller tegen UEA Gramenet en op 13 juni 2001 als basisspeler in de finale tegen CF Balaguer. In augustus 2001 speelde Marcelo tijdens een trainingsstage in Engeland tegen Derby County en Blackburn Rovers. In beide wedstrijden was de verdediger invaller voor Patrik Andersson: tegen Derby County verving hij de Zweed twintig minuten voor tijd, tegen Blackburn Rovers in de rust. In het seizoen 2001/2002 speelde Marcelo op huurbasis bij Gimnàstic de Tarragona in de Segunda División A.